# Олівер Шелленбергер
Олівер Шелленбергер (англ. Oliver Blackburn Shallenberger; 7 травня 1860 — 23 січня 1898) — американський винахідник, інженер і підприємець.

## Біографія
Олівер народився 7 травня 1860 року в Рочестері, штат Пенсільванія в сім'ї Арона Шелленбергера і Мері Бонбрайт. Дядько Олівера був відомим членом Палати представників США від Республіканської партії і представляв штат Пенсільванія.
У 1877 році Олівер Шелленбергер вступив до Військово-морської академії США в Аннаполісі. Після її закінчення він відслужив два роки у ВМФ США на вітрильному судні «Ланкастер». Пішов у відставку в 1884 році. Після цього влаштувався на роботу в компанію «Westinghouse Company» під керівництвом Джорджа Вестінгауза.
У квітні 1888 року він винайшов лічильник електричної енергії для вимірювання змінного струму. У 1894 році Шелленбергер на замовлення компанії «Westinghouse» створив індукційний лічильник ват-годин.
27 листопада 1889 році він одружився з Марією Волслейер. У них народилися син і дочка. У 1891 році у зв'язку з поганим здоров'ям Олівер Шелленбергер пішов з компанії «Westinghouse», але продовжував роботу в якості консультанта. У 1897 році в Колорадо він організував свою компанію «Electric Power Company».